# 偃师区
偃师区，是中国河南省洛阳市下辖的一个市辖区。位於河南省西部，洛陽盆地東隅，區人民政府駐槐新街道民主路27號。
总面积668.58平方公里，总人口約55万人；辖11镇（城关、山化、首阳山、邙岭、岳滩、翟镇、顾县、缑氏、府店、大口、高龙）、1个工业区（偃师市工业区）、210个行政村、32个社区；城区面积16平方公里，城区人口14万人。
偃师区前身为偃师县。战国末年，秦灭周後设偃师县，先後隶属三川郡、河南郡、河南府、河洛道、豫西行政长官公署、河南省第十行政区督察专员公署、太岳五专署、豫西一专署、洛阳专区、洛阳地区、洛阳市。1993年底，经国务院批准撤县建市；1994年4月8日，偃师市正式挂牌，由河南省委托洛阳市代管。2021年，经国务院批准撤市设区。

## 人口
根据(河南省)洛阳市第七次全国人口普查公报显示：全区常住人口为545632人，男性人口占比50.54%，女性人口占比49.46%，年龄结构中0-14岁占比17.89%，15-59岁占比59.61%，60岁以上占比22.49%，65岁以上占比16.42%。

## 地理
位于河南省西部，东邻巩义市，东南部与登封市为邻，西接洛阳市洛龙区，西北接壤孟津区，南部和伊川县以万安山为界，北隔黄河与孟州市相望。距世界文化遗产龙门石窟、中岳嵩山，佛教圣地白马寺、少林寺，关公埋首之地关林均近在咫尺。
| 偃师 (1981−2010)     | 偃师 (1981−2010) | 偃师 (1981−2010) | 偃师 (1981−2010) | 偃师 (1981−2010) | 偃师 (1981−2010) | 偃师 (1981−2010) | 偃师 (1981−2010) | 偃师 (1981−2010) | 偃师 (1981−2010) | 偃师 (1981−2010) | 偃师 (1981−2010) | 偃师 (1981−2010) | 偃师 (1981−2010) |
| 月份                 | 1月              | 2月              | 3月              | 4月              | 5月              | 6月              | 7月              | 8月              | 9月              | 10月             | 11月             | 12月             | 全年             |
| -------------------- | ---------------- | ---------------- | ---------------- | ---------------- | ---------------- | ---------------- | ---------------- | ---------------- | ---------------- | ---------------- | ---------------- | ---------------- | ---------------- |
| 平均高温 °C（°F）    | 6.6 (43.9)       | 10.0 (50.0)      | 15.5 (59.9)      | 22.9 (73.2)      | 28.2 (82.8)      | 32.9 (91.2)      | 32.6 (90.7)      | 31.1 (88.0)      | 27.4 (81.3)      | 22.0 (71.6)      | 14.8 (58.6)      | 8.5 (47.3)       | 21.0 (69.9)      |
| 日均气温 °C（°F）    | 0.5 (32.9)       | 3.8 (38.8)       | 9.0 (48.2)       | 16.1 (61.0)      | 21.5 (70.7)      | 26.4 (79.5)      | 27.4 (81.3)      | 25.9 (78.6)      | 21.5 (70.7)      | 15.5 (59.9)      | 8.2 (46.8)       | 2.2 (36.0)       | 14.8 (58.7)      |
| 平均低温 °C（°F）    | −4.0 (24.8)      | −1.3 (29.7)      | 3.3 (37.9)       | 9.6 (49.3)       | 15.0 (59.0)      | 20.6 (69.1)      | 23.2 (73.8)      | 21.9 (71.4)      | 16.8 (62.2)      | 10.4 (50.7)      | 3.0 (37.4)       | −2.4 (27.7)      | 9.7 (49.4)       |
| 平均降水量 mm（）    | 6.5 (0.26)       | 10.0 (0.39)      | 22.3 (0.88)      | 26.8 (1.06)      | 48.9 (1.93)      | 60.1 (2.37)      | 133.1 (5.24)     | 98.2 (3.87)      | 66.7 (2.63)      | 40.0 (1.57)      | 18.1 (0.71)      | 6.7 (0.26)       | 537.4 (21.17)    |
| 平均相對濕度（％）   | 62               | 62               | 61               | 62               | 64               | 61               | 76               | 80               | 75               | 71               | 69               | 64               | 67               |
| 来源：中国气象数据网 |                  |                  |                  |                  |                  |                  |                  |                  |                  |                  |                  |                  |                  |

## 交通
- 310国道线、 207国道在偃师区交会； 连霍高速经过偃师北部，并设出入口；
- 陇海铁路在偃师境内设偃师站； 徐兰高速铁路从偃师区中部地区穿过。

## 行政区划
偃师区下辖4个街道办事处、9个镇：
商城街道、槐新街道、首阳山街道、伊洛街道、翟镇镇、岳滩镇、顾县镇、缑氏镇、府店镇、高龙镇、山化镇、邙岭镇和大口镇。

### 沿革
2004年，偃师市辖13个镇、4个乡（城关镇、首阳山镇、岳滩镇、翟镇镇、佃庄镇、顾县镇、高龙镇、庞村镇、寇店镇、李村镇、诸葛镇、缑氏镇、府店镇，山化乡、邙岭乡、大口乡、佛光乡），面积948平方公里，人口约82万。
2005年，佛光乡撤销，其行政区域并入府店镇。当年年底，偃师市辖13个镇、3个乡。
2009年，诸葛镇划归洛阳市洛龙区；2010年，李村镇划归洛阳市洛龙区；2011年，庞村镇划归洛阳市洛龙区；2012年，佃庄镇、寇店镇划归洛阳市洛龙区。但在实际操作中，洛龙区并未管辖这5个镇，而是由洛阳市政府的派出机构伊洛工业园区管委会（对外名字为“伊滨区”，未经民政部批准）管辖这5个镇、106个村、280平方公里土地、26万人口。
2012年，撤销城关镇，成立商城街道、工业区街道；撤销首阳山镇，成立首阳山街道。
2014年，偃师市辖3个街道、9个镇，共210个行政村、32个社区。
2021年，经国务院批准撤市设区。

## 经济
偃师为较具实力的县市之一，其经济总量位居河南省各县（市）前列，自1993年以来，多次进入全国百强县（市）行列。
2013年，完成地区生产总值（GDP）354亿元，固定资产投资199亿元，公共财政预算收入12.12亿元，社会消费品零售总额116.8亿元，城镇居民人均可支配收入22357元，农民人均纯收入12596元。
在全省108县（市）首次经济发展质量总体评价中，偃师综合评价排名第七位，发展结构排名第六位，发展效益和民生幸福均列第四位。
偃师市民营经济发达，主要产业有布鞋制造（主要分布在城关镇、山化镇）、三轮摩托车制造（主要分布在岳滩镇）、针织（主要在翟镇镇）、钢制办公家具（主要在庞村镇、李村镇、高龙镇）等。
大型国有及外资企业主要在火力发电行业，现有火电厂3座，分别是大唐首阳山电厂、华润热电公司和华润电力首阳山有限公司，总装机容量367万千瓦。偃师成为中部地区重要能源基地，同时，也带来严重污染问题。
农业方面，种植业以小麦、玉米为主，兼有畜牧养殖业、花卉蔬菜业、葡萄种植（主要在缑氏镇）等，特产有“银条”（主要在城关镇东寺庄、西寺庄村）。

## 历史文化
商朝开国之主汤的墓地位于山化镇蔺窑村；商末周初名臣伯夷、叔齐曾在偃师首阳山劝阻周武王伐纣，后不食周粟而死于首阳山；周武王东征伐纣凯旋，在此筑城“息偃戎师”而得名，先后有夏、商、东周、东汉、曹魏、西晋、北魏等七个朝代在偃师建都。传说中，还有五帝时代的帝喾高辛氏建都于高庄村。大秦相国吕不韦墓位于首阳山偃师市第一高中校园内；东汉时，班固在偃师著《汉书》，张衡在此发明地动仪、候风仪，蔡伦在首阳山镇纸庄村改进造纸术，西晋历代帝王陵在首阳山；唐代“诗圣”杜甫墓在城关镇前杜楼村；北宋史学家司马光在诸葛镇独乐园编修《资治通鉴》……大批历史名人都在这里成就了英名伟业。此外，偃师也是多名著名书法家的长眠之地，包括汉章帝、钟繇/钟会（有争议）、颜真卿、褚遂良（有争议）、徐浩、王铎等人。

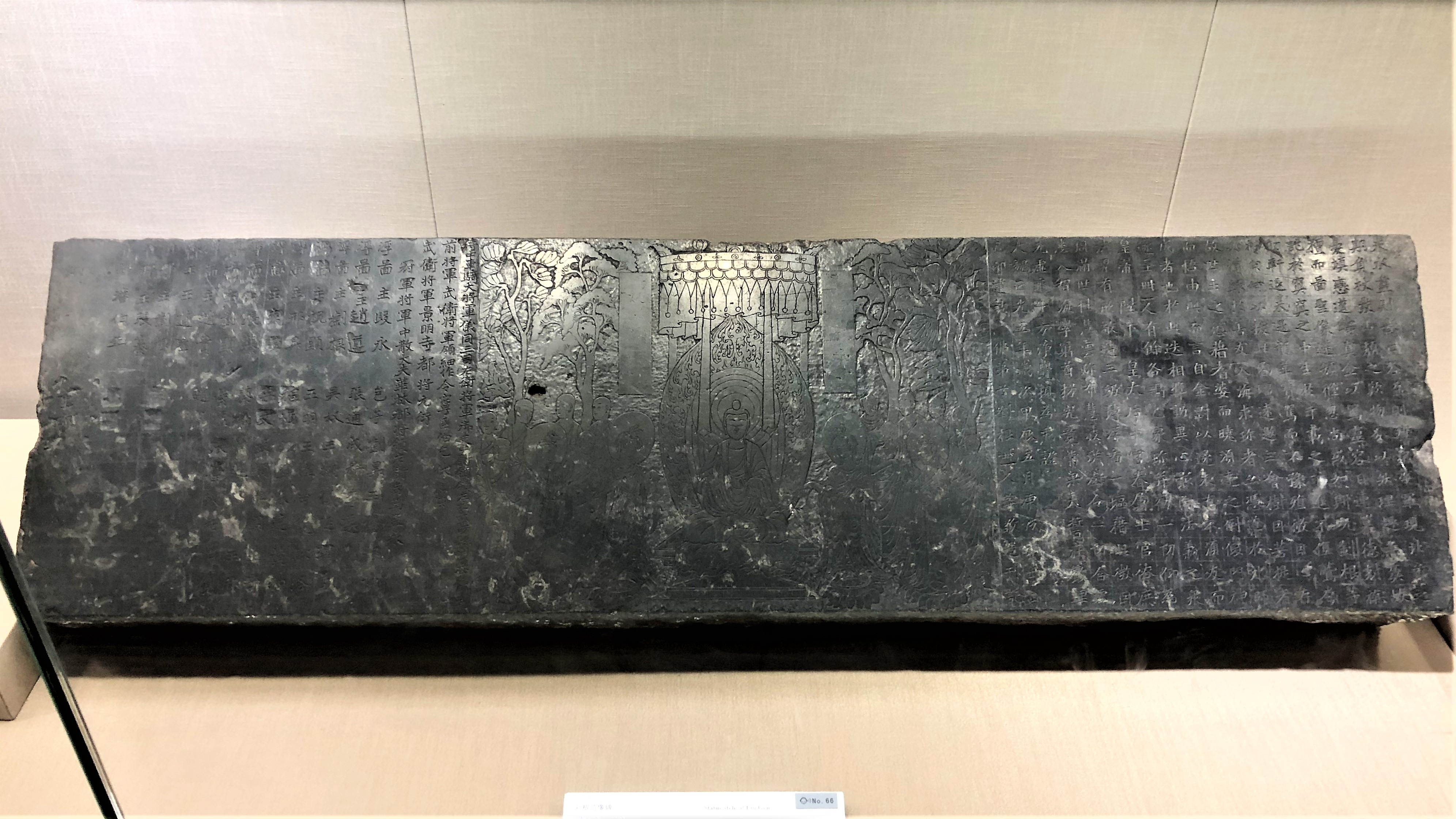
刘根造像碑，北魏正光五年。本系嵌在一座砖塔上的铭记。内容分三部分，中间线刻释迦说法图，左右为“佛弟子刘根等四十一人等敬造刊记”和题名。

境内有7处全国重点文物保护单位，分别是夏都二里头遗址（斟鄩）、尸乡沟商城遗址（西亳商城遗址）、唐恭陵、滑国故城、升仙太子碑、刘国故城、洛南东汉帝陵。另外，与洛阳、孟津共有汉魏洛阳故城遗址以及邙山陵墓群。境内还有25处河南省文物保护单位、44处市县级文物保护单位。市区商城路建有偃师商城博物馆，收藏上古文物精品。
偃师还是客家先民首次南迁出发地和丝绸之路东方起点之一。

## 相关地名
- 斟鄩